# Euryapteryx
Euryapteryx je izumrli rod ptica neletačica iz porodice moa. Ima dvije vrste:
- Obalna moa - Euryapteryx curtus
- Debelonoga moa - Euryapteryx geranoides

Ptice iz roda Euryapteryx bile su neletačice i članice reda nojevki. Imale su prsnu kost bez rtenjače. Također su imale i karakteristično nepce. Podrijetlo ovih ptica postaje sve jasnije. Mnogi smatraju da su njihovi preci mogli letjeti i došli su u južne krajeve, gdje su se udomaćili.